# Schatzfund von Lengerich

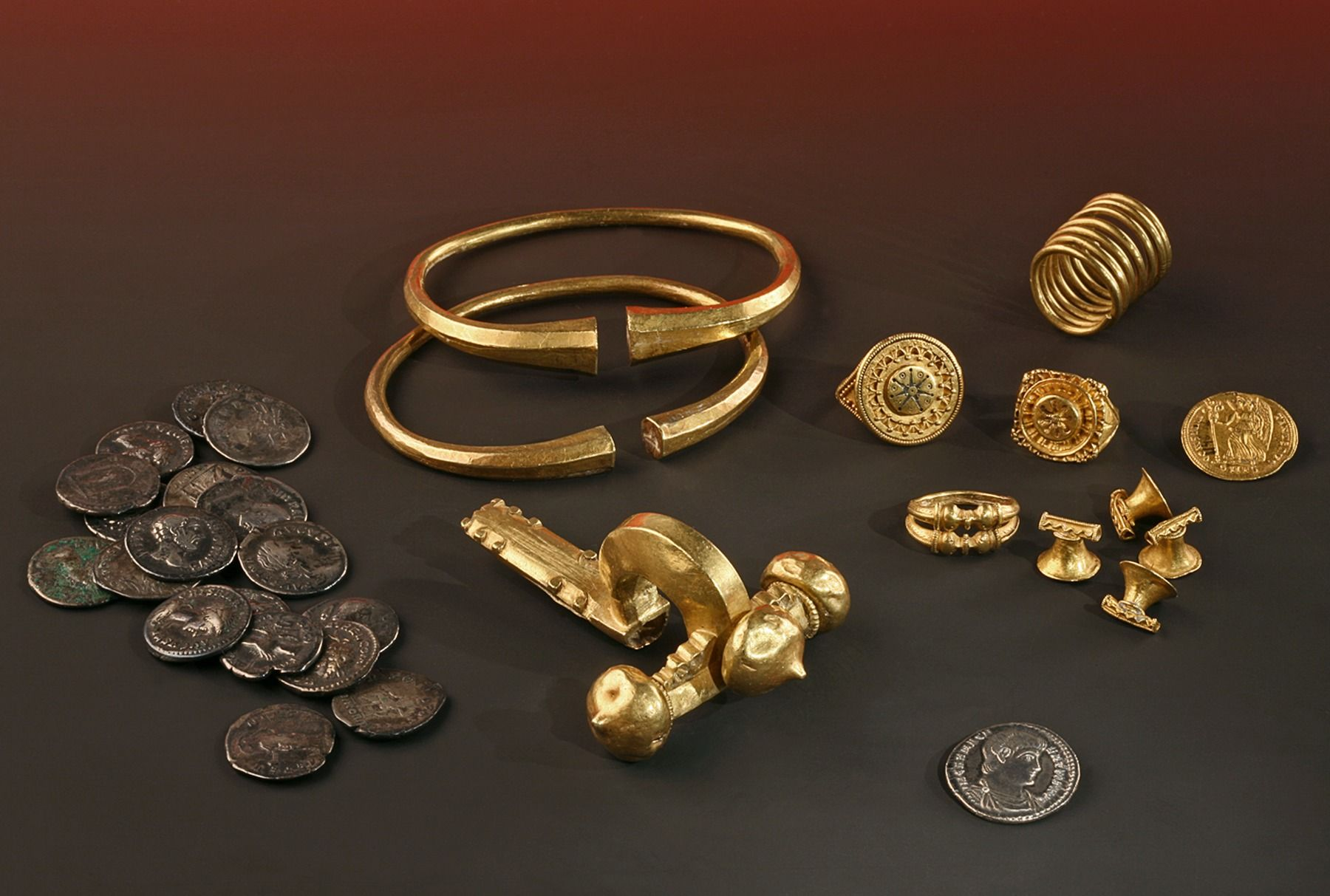
Armreife, Fingerringe, Zierknöpfe und Spirale sowie Silbermünzen des 1847 gefundenen Schatzes;
Niedersächsisches Landesmuseum Hannover, Sammlung Archäologie

Der Schatzfund von Lengerich wurde 1847 im Lengericher Ortsteil Sudderwehe im Landkreis Emsland in Niedersachsen gemacht. Auf einer Anhöhe fand sich 1847 unter drei großen Lesesteinen ein Schatz aus römischen Gold- und Silbermünzen sowie goldenen Schmuckstücken. Zwar wurden viele Münzen und ein Teil des Goldschmucks bald eingeschmolzen, doch gelang es Pastor Lodtmann aus Freren, alle noch erreichbaren Stücke des Schatzes zu retten. 
Unter jedem der drei Steine fand sich ein Schatz. Der Fund von Lengerich ist einer der reichsten Schätze Niedersachsens. Der Fund besteht aus Gütern, die auf einen hohen Status hindeuten. Wie die letzten Besitzer der römischen Zeit an diese Güter gekommen sind, lässt sich nicht mehr ermitteln. Es kann sich sowohl um römische Tributzahlungen als um Raubgüter eines Heerführers in germanischen oder römischen Diensten handeln, vorausgesetzt, Depots dieser Art hatten nicht generell einen rituellen Hintergrund. 

## Depot 1
Unter dem ersten Stein lagen, mit einer kleinen Bronzeschale bedeckt, 1100 mäßig bis gut erhaltene Silbermünzen in reinem Sand. Alle Münzen sind Denare des 2. Jahrhunderts n. Chr. und reichen von Trajan (98–117) bis zur Schlussmünze des Septimius Severus (193–211). Die Masse stammt von Antoninus Pius (138–161), Mark Aurel (161–180) und Commodus (180–192). Ein Exemplar ist eine barbarische Nachahmung. 

## Depot 2
Unter dem zweiten Stein lagen etwa 10 Goldmünzen aus der Zeit Konstantins und seiner Söhne zusammen mit Goldschmuck unter künstlich zusammen gehäuften kleinen Steinen. Die einzige erhaltene Münze stammt aus dem Jahr 327. Im Einzelnen bestand der Goldschmuck aus: 
- einem großen Halsschmuck mit „herabhangenden Pendeloquen“ (eingeschmolzen),
- zwei offenen Armreifen mit sechseckig gearbeiteten, verdickten Enden,
- einem spiralförmig gerollten Fingerring aus Golddraht mit siebeneinhalb Windungen,
- einem Doppelfingerring aus 2 gleichen Reifen,
- zwei goldenen Fingerringen mit erhabener Mittelscheibe, geschmückt mit je einem eingravierten Stern,
- vier hohl gearbeiteten, glockenförmigen Knöpfen, oben mit filigranverzierter Querstange,
- einer Zwiebelknopffibel vom Kreuz-Bogen-Typ, Bogen und Querbalken facettiert, Zwiebelknöpfe durch Perlstreifen abgesetzt, Ornamente oben am Querbalken und auf der Nadelhülse, Bronzedorn nur fragmentarisch erhalten. Inschrift auf der Unterseite des Querbalkens: ROMAN ... ERME.

## Depot 3
Unter dem dritten Stein lagen – bedeckt von den Bruchstücken einer flachen Silberschale – über 70 Silbermünzen des Magnentius (350–353) und ein Silbermedaillon des Constantius II. (337–361). Die Münzen waren überwiegend Trierer Argentei des Jahres 350 in prägefrischem Zustand.